# フオルン
フオルン（Huorn）は、J・R・R・トールキンの小説『指輪物語』の世界に出てくる、動く森とその木々のことである。かれらは木の牧人エントの言葉を理解し声も失っていないため、エントによって通常の木々と区別され、その名称でよばれた。気性は荒く、エントに治められていなければ危険な存在である。
かれらについて、ほとんどの木のようになってしまったエントではないかとメリーは推測しているが、作中においては眠くなり木のようになってしまったエントがいるとされる一方で、話しかけるうちに目覚めてエントのようになる木がいるという記述がある。更に前者後者ともに頻繁に起こったとされているため、フオルンはただの木でないのは確かであるものの、その来歴は明確ではない。
フオルン達が移動する時にはその周囲に見通すことのできない闇が生じ、実際に移動するフオルン達の中にあってもそれがフオルンであるとは気づかないようである。映画『ロード・オブ・ザ・リング/二つの塔』スペシャル・エクステンデッド・エディションでの追加映像としてアイゼンガルドに赴くフオルンが描かれているが、その場面では遠目にもぞもぞと動いているのが見える。
指輪戦争においては、エントに率いられてアイゼンガルドの合戦に参加した後、ガンダルフの依頼によりヘルム峡谷へ派遣されて角笛城の合戦に加わり、敗走するサルマンのオーク軍を皆殺しにした。

## その他
『指輪物語』にて主人公らを襲った邪悪な古木、柳じじいがフオルンやエント族の一員なのかは不明。